# لغة بشرية بدائية
اللغة البشرية البدائية (بالإنجليزية: Proto-Human language)‏ (تُدعى أيضًا الإنسانية البدائية، العالم البدائي)، هي الأصل أو السلف التاريخي الافتراضي المباشر لجميع لغات العالم.
مفهومها فكريٌّ وصعب التحليل في علم اللغويات التاريخية. تفترض الأصل القديم الواحد للغات، مثلًا، تعود جميع اشتقاقات اللغات الطبيعية لمنشأ واحد، يُفترض أنها كانت في مرحلة ما من العصر الحجري القديم الأوسط. وباعتبارها السلف لجميع اللغات الموجودة، ليس بالضرورة أن تكون موروثةً من لغة الإنسان البدائي الافتراضي.

## الاصطلاحات
لا يوجد مصطلح مقبول بشكل عام لهذا المفهوم. لم تأخذ أغلب الأبحاث في هذا المجال اسم اللغة بعين الاعتبار (مثل بينغتسون ورولن عام 1994). استُخدم مصطلحا العالم البدائي و الإنسان البدائي بشكل عرضي. وكان ميريت رولن يستخدم مصطلح الإنسانية البدائية.

## تاريخ الفكرة
كانت أول محاولة علمية جديدة لإثبات حقيقة الأصل المشترك للغات تخص العالم اللغوي ألفريدو ترومبيتي في كتابه الأصل الواحد للغات الذي نُشر عام 1905 (مراجعة اللغوي رولن 1994:263). افترض ترومبيتي أن الأصل الأساسي المشترك للغات الموجودة كان يُستخدم لغة محادثة قبل 100,000- 200,000 سنة (1922:315).
صُرف النظر عن الأصل المشترك للغات من قبل العديد من علماء اللغة في أواخر القرن التاسع عشر وبداية القرن العشرين، حينما كان الاعتقاد بتعدد مناشئ الأعراق البشرية ولغاتها سائدًا بشكل كبير (مثال: العالِم اللغوي سوسور 1986/1916:190)
كان العالم اللغوي موريس سواديش أشهر مؤيدي فرضية الأصل المشترك للغات في أمريكا في منتصف القرن العشرين (مراجعة روهلن 1994:215)، إذ كان رائدًا في منهجين مهمين لاستكشاف العلاقات العميقة بين اللغات، وهما الإحصاء المعجمي (المعجميات الإحصائية) وعلم مقارنة اللغة والتاريخ.
في النصف الثاني من القرن العشرين، أوجد اللغوي جوزيف غرينبيرغ سلسلة من التصنيفات على نطاق واسع للغات العالم. كانت هذه السلسلة وما زالت مثيرة للجدل، إلا أنها نُوقشت بشكل واسع. ومع أن غرينبيرغ لم يخرج برأي واضح وصريح حول الأصل الواحد للغات، إلا أن جميع أعماله التصنيفية توجهت نحو هذه النهاية أو النتيجة. وكما قال (1987:337): «الهدف النهائي هو التصنيف الشامل لما يُحتمل كثيرًا أن يكون عائلةً لغويةً واحدةً».
كان ميريت رولن وجون بينغتسون وهارولد فلمنج من أبرز المدافعين الأمريكيين عن فكرة الأصل المشترك لعلم اللغويات.

## الموقع والتاريخ
كانت أول محاولة واقعية لتقدير تاريخ لغة الأسلاف الافتراضية لألفريدو ترومبيتي (1922:315)، الذي استنتج أنها استُخدمت في المحادثة قبل 100,000 إلى 200,000 سنة، أو في فترة قريبة من فترة ظهور الإنسان العاقل.
من غير المؤكد أو المشكوك فيه أن الأفراد الأوائل من الإنسان العاقل امتلكوا لغةً متطورة بشكل كامل. ربط بعض العلماء ظهور اللغة الأصلية (بعيدًا عن مرحلة اللغويات البدائية التي قد تكون استمرت وقتًا أطول كثيرًا) مع تطور الحداثة السلوكية في نهاية العصر الحجري القديم المتوسط أو بداية العصر الحجري القديم العلوي، أي تقريبًا قبل 50,000 سنة. وكذلك حسب رأي ريتشارد كلاين، تطورت القدرة على إنتاج لغة معقدة قبل حوالي 50,000 سنة فقط (أي مع ظهور الإنسان الحديث أو الكرو-مانيون). اقترحت جوانا نيكولز عام 1998 أن اللغات الصوتية قد تكون بدأت بالتشكل في أنواعنا قبل 100,000 سنة على الأقل.
في دراسة جرت عام 2012، قُدر ظهور اللغة البشرية لأول مرة بناءً على الاختلاف الفونيمي (الفونيم، أو الصوت اللغوي، هو في اللسانيات النطقية أصغر وحدة أساسية في الدراسة الصوتية الحديثة لأي لغة بشرية يُميز بها المعنى). يعتمد هذا على افتراض أن هذه الاختلافات الفونيمية تطورت بشكل أبطأ من القواعد والمفردات، لتزداد بشكل بطيء مع مرور الوقت.